# Carne lavorata

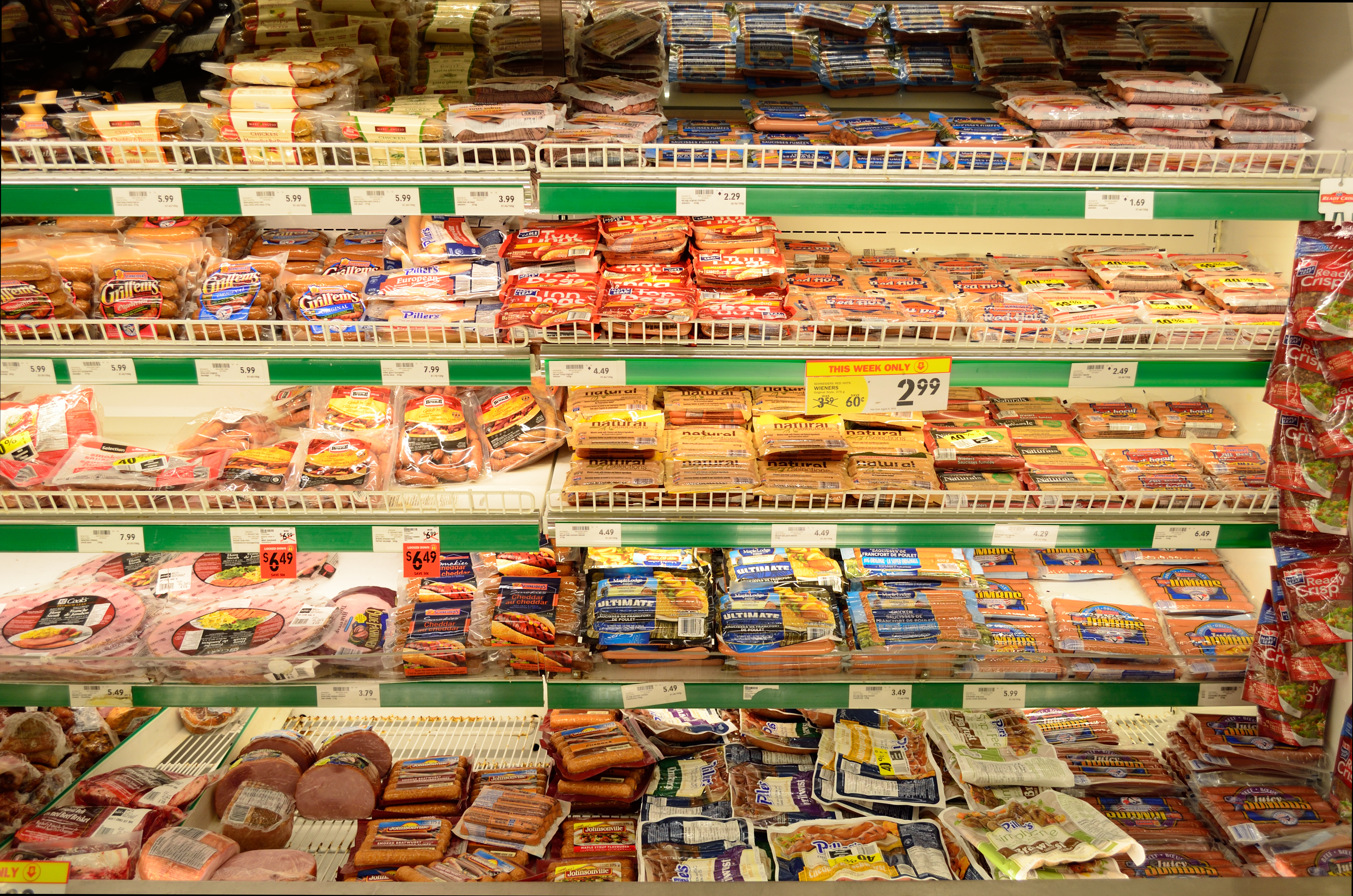
Vari tipi di carne lavorata in vendita in un negozio di alimentari

Si considera carne lavorata qualsiasi carne che sia stata modificata per migliorarne il gusto o per prolungarne la durata. Tra i metodi di lavorazione della carne vi sono la salatura, la stagionatura, la fermentazione e l'affumicatura. La carne lavorata è solitamente composta da carne di maiale o manzo, o anche pollame, e può contenere anche frattaglie o sottoprodotti della carne come il sangue.
Prodotti a base di carne lavorata includono bacon, prosciutto, salsicce, salumi, corned beef, jerky, hot dog, affettati, carne in scatola e sughi di carne. Rientrano nelle carni lavorate tutte le carni fresche che subiscono modifiche a eccezione di semplici lavorazioni meccaniche come il taglio, la macinazione o la miscelazione.
La carne lavorata esiste da quando si è capito che la cottura e la salatura allungano la vita della carne fresca. Non si sa quando ciò sia avvenuto; tuttavia, il processo di salagione e essiccazione al sole è stato registrato nell'antico Egitto, mentre l'uso di ghiaccio e neve è attribuito ai primi romani e la conservazione in scatole di alluminio è stata ideata da Nicolas Appert che nel 1810 ha ricevuto un premio per la sua invenzione dal governo francese.

## Relazione con il cancro
L'Agenzia internazionale per la ricerca sul cancro presso l'Organizzazione mondiale della sanità classifica la carne lavorata come Gruppo 1 (cancerogeno per l'uomo), perché la IARC ha trovato prove sufficienti che il consumo di carne rossa lavorata (oltre 50 g al giorno tutti i giorni) da parte dell'uomo aumenta del 16% il rischio relativo di contrarre il cancro del colon-retto. Tuttavia, la carne lavorata non ha lo stesso rischio di cancro del tabacco e dell'alcol.
Un rapporto del 2016 dell'American Institute for Cancer Research e del World Cancer Research Fund ha rilevato che il consumo di carne lavorata aumenta anche il rischio di cancro allo stomaco.

## Conservanti

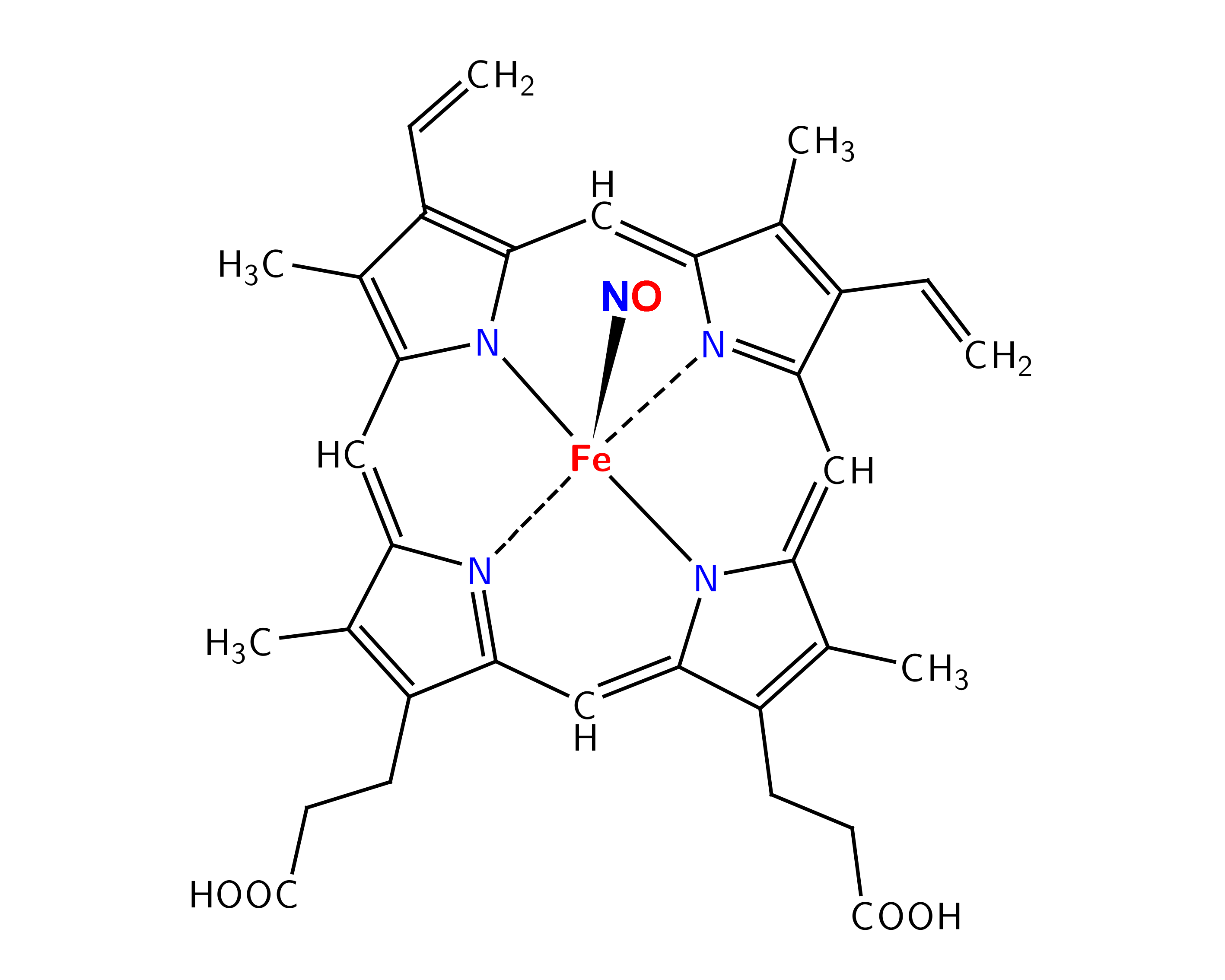
Nitrosil-eme

Il nitrito di sodio conservante (E250) (mescolato al sale di stagionatura) è ben noto per il suo presunto ruolo nell'inibire la crescita delle spore dei batteri di Clostridium botulinum nelle carni lavorate e refrigerate. Sebbene uno studio del 2018 della British Meat Producers Association abbia stabilito che i livelli legalmente consentiti di nitrito non hanno alcun effetto sulla crescita dei batteri Clostridium botulinum che causano il botulismo, in linea con l'opinione del Comitato consultivo del Regno Unito sulla sicurezza microbiologica degli alimenti che i nitriti non sono necessari per prevenire la crescita di C. botulinum e prolungare la durata di conservazione.
Una delle principali preoccupazioni del nitrito di sodio è la formazione di composti nitrosi cancerogeni nelle carni contenenti nitrito di sodio o nitrato di potassio, in particolare il nitrosil-eme. Oltre al nitrosil-eme, le nitrosammine cancerogene possono essere formate dalla reazione del nitrito con le ammine secondarie in condizioni acide (come avviene nello stomaco umano) nonché durante il processo di stagionatura utilizzato per conservare le carni. 
Nitrati e nitriti si trovano in alimenti vegetali come in alimenti animali, infatti l'80% del consumo di nitrati di una persona tipicamente proveniente da verdure, in particolare ortaggi a foglia e a radice come spinaci e barbabietole. Alcuni nitrati vengono convertiti in nitriti nel corpo umano. Nitrati e nitriti sono classificati come generalmente riconosciuti come sicuri (GRAS) dalla Food and Drug Administration degli Stati Uniti e non sono direttamente cancerogeni. Tuttavia, quando il nitrato o il nitrito interagiscono con alcuni componenti della carne, come ferro eme, ammine e ammidi, possono formare composti nitroso, che possono contribuire all'associazione tra il consumo di carni lavorate e una maggiore incidenza di cancro del colon-retto.